# 바카리자유꼬리박쥐
바카리자유꼬리박쥐(Mops bakarii)는 큰귀박쥐과에 속하는 박쥐의 일종이다. 탄자니아 펨바섬의 토착종이다.

## 특징
작은 박쥐로 전체 몸길이는 87~105mm, 전완장은 34~38mm이다. 꼬리 길이는 24~33mm, 발 길이는 8~11mm이다. 귀 길이는 15~17mm, 몸무게는 최대 18.5g이다. 털은 짧고, 등 쪽은 흰색 털 바탕에 진한 갈색을 띠며 희끄무레한 반점을 갖고 있기도 한다. 배 쪽은 노랑 털 바탕에 연한 갈색을 띠고 털 끝이 희거나 회색이다.

## 분포 및 서식지
탄자니아 해안가 펨바섬 북부 지역의 음제지 숲에서만 알려져 있다. 숲에서 서식한다.